# Manma
Manma é uma cidade do Nepal, localizada a uma altitude de 2033 metros.